# Paratanytarsus dimorphis
Paratanytarsus dimorphis är en tvåvingeart som beskrevs av Reiss 1965. Paratanytarsus dimorphis ingår i släktet Paratanytarsus och familjen fjädermyggor. Arten har ej påträffats i Sverige. Inga underarter finns listade i Catalogue of Life.